# Музика импресионизма
Импресионизам у музици био је покрет међу различитим композиторима у западној класичној музици (углавном током касног 19. и раног 20. века) чија се музика фокусира на расположење и атмосферу, „преносећи расположења и емоције које изазива тема, а не детаљну тонску слику“. „Импресионизам“ је филозофски и естетски термин позајмљен из француског сликарства касног 19. века по узору на Монеов рад Импресија, Излазак сунца. Композитори су називани импресионистима по аналогији са сликарима импресионистима који користе изразито контрастне боје, ефекат светлости на објекту, замагљен предњи план и позадину, изравњиву перспективу, итд. како би усмерили пажњу посматрача на укупан утисак.
Најистакнутија карактеристика музичког импресионизма је употреба „боје“, или музички тембр, што се може постићи кроз оркестрацију, хармонијску употребу, текстуру итд. Други елементи музичког импресионизма такође укључују нове комбинације акорда, двосмислен тоналитет, проширене хармоније, употребу модуса и егзотичних скала, паралелни покрет, екстрамузикалност и евокативне наслове као што су „Reflets dans l'eau“ („Размишљања на води“ ), „Brouillards“ („Магле“) итд.
Импресионизам се јавља крајем XIX и почетком XX века у Француској као резултат социјалних и културних промена. Најприје се појављују у сликарству, где сликари напуштају своје атељее и одлазе у природу да стичу целовите утиске о предмету. Основна импресионистичка тежња окренута је импресији (тренутном утиску), и идеји да се "ухвати" доживљени тренутак.

## Историја
Долази до промена у тематици која проистиче из посматрања природе, светлости, воде, изласка сунца, ветра, ноћи, месечине, што изазива доминацију малих форми (соло песме и клавирске минијатуре). Од инструмената доминира клавир.
Клод Дебиси и Морис Равел су две водеће личности у импресионизму, иако је Дебиси одбацио ову ознаку (у писму из 1908. написао је „имбецили [оно што покушавам да напишем у сликама] називају „импресионизмом“, термин који се користи крајње нетачно, посебно од стране уметничких критичара који га користе као етикету за Тарнера, најфинијег творца мистерије у целој уметности!“) и Равел је показао нелагодност због тога, у једном тренутку тврдећи да се уопште не може адекватно применити на музику. Дебисијева импресионистичка дела обично „евоцирају расположење, осећање, атмосферу или сцену“ стварањем музичких слика кроз карактеристичне мотиве, хармонију, егзотичне скале (нпр. целотонске и пентатонске лествице), инструментални тембар, велике неразјашњене акорде (нпр. 9-ти, 11-ти, 13-ти), паралелно кретање, двосмислен тоналитет, екстремни хроматизам, интензивна употреба клавирских педала и други елементи. „Перцепција Дебисијевог композиторског језика као изразито постромантичног/импресионистичког – нијансираног, потцењеног и суптилног – чврсто је учвршћена међу данашњим музичарима и добро обавештеном публиком.” Неки импресионистички композитори, посебно Дебиси и Равел, такође су означени као симболистички композитори. Једна особина која је заједничка са оба естетска тренда је „осећај одвојеног посматрања: уместо изражавања дубоко осећаних емоција или причања приче“; као у симболистичкој поезији, уобичајена синтакса је обично нарушена и дочаравају је појединачне слике које носе значење дела.
Године 1912, француски композитор Ернест Фанели (1860–1917) је задобио значајну пажњу и покриће у париској штампи након извођења симфонијске песме коју је написао 1886. године, под називом Теба, која укључује елементе повезане са импресионизмом, као што су проширени акорди и целотонске лествице. Равел није био импресиониран Фанелијевим новитетима, тврдећи да су их већ користили композитори из прошлости, као што је Франц Лист.‍:36 Такође је сматрао да Фанелијев импресионизам потиче од Хектора Берлиоза, а не од Листа или руских композитора.
Други композитори повезани са импресионизмом су Лили Буланже, Исак Албенис, Фредерик Делиус, Пол Дукас, Алекандер Скрјабин, Мануел де Фаља, Џон Олден Карпентер, Оторино Респиги, Алберт Расел, Карол Шимановски, Чарлс Томлинсон Грифс и Федерико Момпу. Фински композитор Жан Сибелијус је такође повезан са импресионизмом, а његова тонска песма Лабуд из Туонеле (1893) претходи за годину Дебисијевом Prélude à l'après-midi d'un faune (који се сматра основним делом музичког импресионизма). Амерички композитор Хауард Хансон такође је позајмио од Сибелијуса и импресионизма уопште у делима као што је његова Друга симфонија.

## Карактеристике
Једно од најважнијих оруђа музичког импресионизма била је хармонија без напетости. Дисонанца акорда није разрешена, већ је коришћена као боја звука. Ови акорди су се често померали паралелно. У мелодијском пољу коришћена је цела тонска скала, пентатонски и црквени тонски обрти. Мелодику су одликовали кружни мелодијски покрети. Тимбар је постао стилско средство импресионизма уместо сажетих тема или других традиционалних облика.